# هنری چارلز تیلور
هنری چارلز تیلور (۱۶ آوریل ۱۸۷۳–۲۸ آوریل ۱۹۶۹) یک اقتصاددان کشاورزی آمریکایی بود. او به عنوان یکی از پیشگامان در این حوزه شناخته شده و از او در ایالات متحده به عنوان «پدر اقتصاد کشاورزی» یاد می‌شود. تیلور اولین دپارتمان دانشگاهی اختصاص داده شده به اقتصاد کشاورزی را در ایالات متحده در سال ۱۹۰۹، در زمان حضورش در دانشگاه ویسکانسین-مدیسن، تأسیس کرد. او همچنین از سال ۱۹۱۹ تا ۱۹۲۵ دوران کاری کوتاه اما بسیار تأثیرگذاری در وزارت کشاورزی ایالات متحده داشت؛ او در همین مدت به سازماندهی مجدد دفاتر آن کمک کرد و رئیس دفتر جدید اقتصاد کشاورزی شد. از آنجایی که تیلور خود از یک جامعهٔ کشاورزی روستایی می‌آمد، هدف اصلی او همواره تلاش برای بهبود شرایط زندگی کشاورزان بود.

## اوایل زندگی
تیلور در آیووا در مزرعه‌ای نزدیک استاکپرت متولد شد. او در دوران کودکی و نوجوانی شاهد بود که پدرش، تارپلی تیلور، چگونه با خرید مزارع کوچک از مهاجران اولیه، وسعت مزرعه‌اش را از حدود ۶۰ جریب فرنگی (۲۴۰٬۰۰۰ متر مربع) به ۶۰۰ جریب فرنگی (۲٫۴ کیلومتر مربع) رساند. او از سنین پایین توانست ببیند که چگونه مدیریت صحیح زمین و اقتصاد، می‌توانند روی هم اثر گذاشته و یکدیگر را تقویت کنند. علاوه بر این، تیلور تحت تأثیر رکودهای اقتصادی اواخر قرن نوزدهم، به ویژه رکود دههٔ ۱۸۹۰، و اثرات مخرب آنها بر کشاورزان قرار گرفته بود. او برای گذراندن دو سال دورهٔ مقدماتی وارد دانشگاه دریک شد، سپس به کالج ایالتی آیووا رفت و در سال ۱۸۹۶ مدرک لیسانس کشاورزی و در سال ۱۸۹۸ مدرک فوق لیسانس کشاورزی خود را دریافت کرد. او سپس برای اخذ مدرک دکترا به دانشگاه ویسکانسین-مدیسن پیوست. هدف اصلی تیلور از رفتن به ویسکانسین، در دولت به‌عنوان نمایندهٔ کشاورزان فعالیت کند. با این حال، او خیلی زود متوجه شد که مطالعات اقتصادی‌اش بیش از آنچه انتظار داشت، به او سود رساند. او بعدها در دوران کاری خود اظهار داشت که «۹۰ درصد از کاری که می‌توانست برای کشاورزان انجام شود، کاری بود که خودشان می‌توانستند با تعدیل تولید انجام دهند». او با الهام از استاد اقتصاد، ریچارد تی. آلای، در سال ۱۸۹۹ برای سفر به اروپا، آنجا را ترک کرد و برای مدت کوتاهی در مدرسهٔ اقتصاد لندن در بریتانیا و در دانشگاه هاله-ویتنبرگ و دانشگاه برلین در آلمان، اقتصاد خواند. رسالهٔ دکترای او با موضوع «کاهش جمعیت کشاورزان زمین‌دار در انگلستان» بود که او را مجبور کرد با دوچرخه سفر کند و از بیش از صد مزرعه بازدید کند. تیلور در سال ۱۹۰۱ به ویسکانسین بازگشت تا مدرک اقتصاد خود را در سال ۱۹۰۲ تکمیل کند.

### حرفه و دانشگاه وینسکانسین-مدیسن
او تا سال ۱۹۱۹ در هیئت علمی دانشگاه ویسکانسین باقی ماند. برای او در دپارتمان اقتصاد عمومی و دانشکدهٔ بازرگانی، جایی در نظر گرفتند تا به تدریس جغرافیای اقتصادی و تاریخ اقتصادی بپردازد. با این حال، همان‌طور که او بعداً اشاره کرد، در بودجه‌بندی دروسی که باید به دانشجویان می‌آموخت، چیزی در حوزهٔ مورد علاقه‌اش، یعنی اقتصاد کشاورزی، وجود نداشت. آلای پیشنهاد داد که او صرفاً دروس داده شده را تدریس کند و به آرامی کار بر روی اقتصاد کشاورزی را توسعه دهد. وقتی این ایده را با رئیس دانشکده در میان گذاشت، به او گفته شد که تا ده سال آینده جایی برای چنین دوره‌هایی وجود نخواهد داشت. با این وجود، تا زمستان ۱۹۰۲–۱۹۰۳، آلای چهارده سخنرانی برای دانشجویان کشاورزی در مورد اقتصاد مدیریت مزرعه ترتیب داده بود. رئیس دانشکده تحت تأثیر سرفصل‌های آماده‌شده قرار گرفت و در نهایت تیلور یک دورهٔ اقتصاد کشاورزی برای چهار سال دانشجویان راه‌اندازی کرد. او تا سال ۱۹۰۳ خود را وقف تأسیس دپارتمان اقتصاد کشاورزی در دانشگاه برای تحقیق و تدریس کرد. تیلور در سال ۱۹۰۵ اولین کتاب درسی اقتصاد کشاورزی را در ایالات متحده نوشت. او همچنین با همکاری ویلیام جی. اسپیلمن، یک نقشهٔ نقطه‌ای را برای نشان دادن تغییرات تاریخی در تولید محصولات کشاورزی تطبیق داد.
او تا سال ۱۹۰۹ موفق شد اولین دپارتمانی که در ایالات متحده به اقتصاد کشاورزی اختصاص داشت، تأسیس کند. در این زمان او دامنهٔ این رشته را گسترش داده بود تا جامعه‌شناسی روستایی را نیز در بر بگیرد. او در سال ۱۹۱۰ اولین بولتن ایستگاه آزمایش ویسکانسین را در مورد اقتصاد کشاورزی، در مورد روش‌های اجاره زمین‌های کشاورزی در ویسکانسین تألیف کرد. تیلور همچنین پس از تشویق چارلز مک‌کارتی، مدافع همکاری بین دولت، کشاورزان و دانشگاه‌ها، با دولت ایالتی ویسکانسین همکاری کرد. از وزارت کشاورزی جدید ویسکانسین خواسته شد تا در بهبود بازاریابی لبنیات نقش رهبری را ایفا کند، زیرا ایالت اخیراً شاهد تغییر جهت به سمت تولید بیشتر شیر بود. تیلور از این فرصت استفاده کرد تا از دولت بودجه‌ای برای ایجاد یک موقعیت شغلی جدید در دانشکدهٔ بازاریابی دریافت کند. او برای این کار، دوست قدیمی خود و رئیس دپارتمان اقتصاد کالج ایالتی آیووا، بنجامین هوراس هیبارد، را دعوت کرد. او در سال ۱۹۱۳ به این دپارتمان پیوست و دومین عضو هیئت علمی آن شد.
تیلور همچنین یکی از اعضای بنیانگذار انجمن مدیریت مزرعه بود که بعدها به انجمن اقتصاد مزرعه آمریکا تبدیل شد. او در سال ۱۹۲۰ به ریاست آن انجمن نائل شد.

## کار در دولت
او از سال ۱۹۰۹ تا ۱۹۱۰ به ادارهٔ سرشماری در برنامه‌ریزی برنامهٔ سرشماری کشاورزی و همچنین سرشماری ویژهٔ مزارع کمک کرد. تیلور به خاطر فرصت دادن به اقتصاد کشاورزی در سطح ملی، پیوستن به وزارت کشاورزی ایالات متحده را انتخاب کرد، هرچند این سمت جدید به معنای کاهش زیاد حقوق بود. او در سال ۱۹۱۹ به واشینگتن. دی.سی. نقل مکان کرد تا مسئولیت دفتر مدیریت مزرعه و اقتصاد مزرعهٔ وزارت کشاورزی ایالات متحده را بر عهده بگیرد. مدت کوتاهی پس از ورود او به واشینگتن، قیمت محصولات کشاورزی در زمان جنگ سقوط کرد که برای تعداد زیادی از کشاورزان فاجعه‌بار بود. در سال ۱۹۲۰، رئیس‌جمهور هاردینگ، هنری سی. والاس را که تیلور را می‌شناخت و خود از حامیان بزرگ کشاورزان بود، به عنوان وزیر جدید کشاورزی منصوب کرد. تیلور خیلی زود رئیس دفتر بازارها و برآوردهای محصولات کشاورزی شد، ضمن اینکه عضوی از کمیسیونی برای سازماندهی مجدد دفاتر وزارت کشاورزی ایالات متحده نیز بود. این برای او فرصتی بود تا کارهای اقتصادی دپارتمان را که در دفاتر متعدد پراکنده بود، یکپارچه کند. در سال ۱۹۲۲، والاس او را به عنوان رئیس دفتر جدید اقتصاد کشاورزی منصوب کرد، که زیرمجموعهٔ دفتر مدیریت مزرعه و دفتر بازارها و برآورد محصولات سابق (که امروزه خدمات تحقیقات کشاورزی و خدمات بازاریابی کشاورزی نامیده می‌شوند) بود. از جمله وظایف تیلور در وزارت کشاورزی ایالات متحده، گسترش خدمات اطلاعات کشاورزی، ایجاد پایگاه‌های خارجی برای وزارت کشاورزی ایالات متحده جهت جمع‌آوری بهتر اطلاعات در مورد تولید و مصرف جهانی، استانداردسازی درجه‌بندی محصولات صادراتی آمریکا، به ویژه پنبه، و افتتاح سرویس چشم‌انداز کشاورزی بود. او همچنین افراد جدید بااستعداد زیادی را به وزارت کشاورزی ایالات متحده آورد. در میان آنها، دو نفر از دانشجویان دکترایش که قبلاً برای کار با اسپیلمن فرستاده بود، اسکار سی. استاین و الیور ادوین بیکر، و لوئیس سیسیل گری، که او آنها را متقاعد کرد تا با او به واشینگتن بروند.

## اواخر زندگی
تیلور به حرفهٔ آکادمیک خود بازگشت، برای مدت کوتاهی دوباره به آلای ملحق شد، سپس به دانشگاه نورث‌وسترن رفت که تا سال ۱۹۲۸ با مؤسسهٔ تحقیقات اقتصاد زمین همکاری کند. سپس به مدت سه سال به نیو انگلند رفت تا به عنوان مدیر ادارهٔ آمار روستایی ورمونت خدمت کند. در سال ۱۹۳۱، تیلور به عنوان مدیر کمیسیون ورمونت در مورد زندگی روستایی خدمت کرد.
تیلور ایالات متحده را ترک کرد و به مدت یک سال، به عنوان عضوی از کمیسیون ارزیابی تحقیقات مأموریت‌های خارجی لایمن، به ژاپن، چین، کره و هند سفر کرد و در این سفرها، کارهای انجام شده توسط مبلغان در مورد مشکلات روستایی را بررسی کرد. او سپس به رم رفت و بین سال‌های ۱۹۳۳ تا ۱۹۳۵ به عنوان عضو آمریکایی کمیتهٔ دائمی مؤسسهٔ بین‌المللی کشاورزی خدمت کرد.
او در سال ۱۹۳۵ به درخواست فرانک لودن، فرماندار ایلینوی، به ایالات متحده بازگشت که تا سال ۱۹۴۵ به عنوان مدیر عامل بنیاد کشاورزی تازه تأسیس در شیکاگو فعالیت کند. او در آنجا بر مشکلات گستردهٔ جوامع روستایی متمرکز بود و برای ایجاد ارتباط بین محققان وزارت کشاورزی ایالات متحده و کالج‌های کشاورزی ایالتی تلاش کرد. او همچنین از نزدیک با اسکار سی. استاین در مطالعهٔ تاریخ و توسعهٔ اقتصاد کشاورزی همکاری داشت. او در سال ۱۹۳۶ همچنین به عنوان رئیس انجمن تاریخ کشاورزی، که عضو مادام‌العمر آن بود، فعالیت کرد. او در سال ۱۹۴۵ به واشینگتن دی.سی. منتقل شد تا به عنوان اقتصاددان کشاورزی برای بنیاد کشاورزی کار کند. این به او اجازه داد تا به همراه همسرش آن دیویز تیلور، و با حمایت مالی بنیاد، خود را وقف نوشتن کتابش، «داستان اقتصاد کشاورزی» کند. تیلور پس از تکمیل کتاب در سال ۱۹۵۲، مطالعه‌ای را در مورد کمبود زمین در کشورهای بسیار صنعتی مانند انگلستان، آلمان و ژاپن و چگونگی تطبیق اقتصاد آنها با از دست دادن مستعمراتشان آغاز کرد. او تا پایان عمر فعال ماند. تیلور تا سن ۹۰ سالگی مرتباً در جلسات کنفرانس بین‌المللی اقتصاددانان کشاورزی شرکت می‌کرد و همچنین برای تکمیل تاریخچهٔ ۱۰۰ سالهٔ مزرعهٔ اصلی تیلور، تارپل‌ویک، که در سال ۱۸۶۱ توسط والدینش در آیووا تأسیس شده بود، تلاش کرد
او را در ایالات متحده حتی پیش از مرگش، به عنوان «پدر اقتصاد کشاورزی» می‌شناختند. با این حال، خود تیلور به کارهای پیشگامانه پنج نفر از افراد معاصرش در این حوزه به همراه خودش اشاره کرد: اندرو باس، ویلیام جی. اسپیلمن و جورج اف. وارن، با پیشینه‌ای در زراعت، و بنجامین اچ. هیبارد و توماس نیکسون کارور، که به همراه خودش از شاگردان ریچارد تی. آلای در اقتصاد عمومی بودند. با این وجود، تیلور این نقش را به عنوان نوعی دولتمرد مسن پذیرفت و بسیاری از بازدیدکنندگان، از جمله بسیاری از اقتصاددانان جوان کشاورزی را به خانهٔ خود پذیرفت. او تدریس را لذت‌بخش‌ترین بخش زندگی حرفه‌ای خود می‌دانست. تیلور سرانجام به دلیل سرطان استخوان پا، که یک بیماری لاعلاج است، در بیمارستان بستری شد، اما حتی در آن زمان نیز به ملاقات با ملاقات‌کنندگان ادامه داد. او در آوریل ۱۹۶۹ در بیمارستان یادبود سیبلی در واشینگتن درگذشت. از او دخترش، استر ای. تیلور، به یادگار ماند.